# Fortunatus von Todi

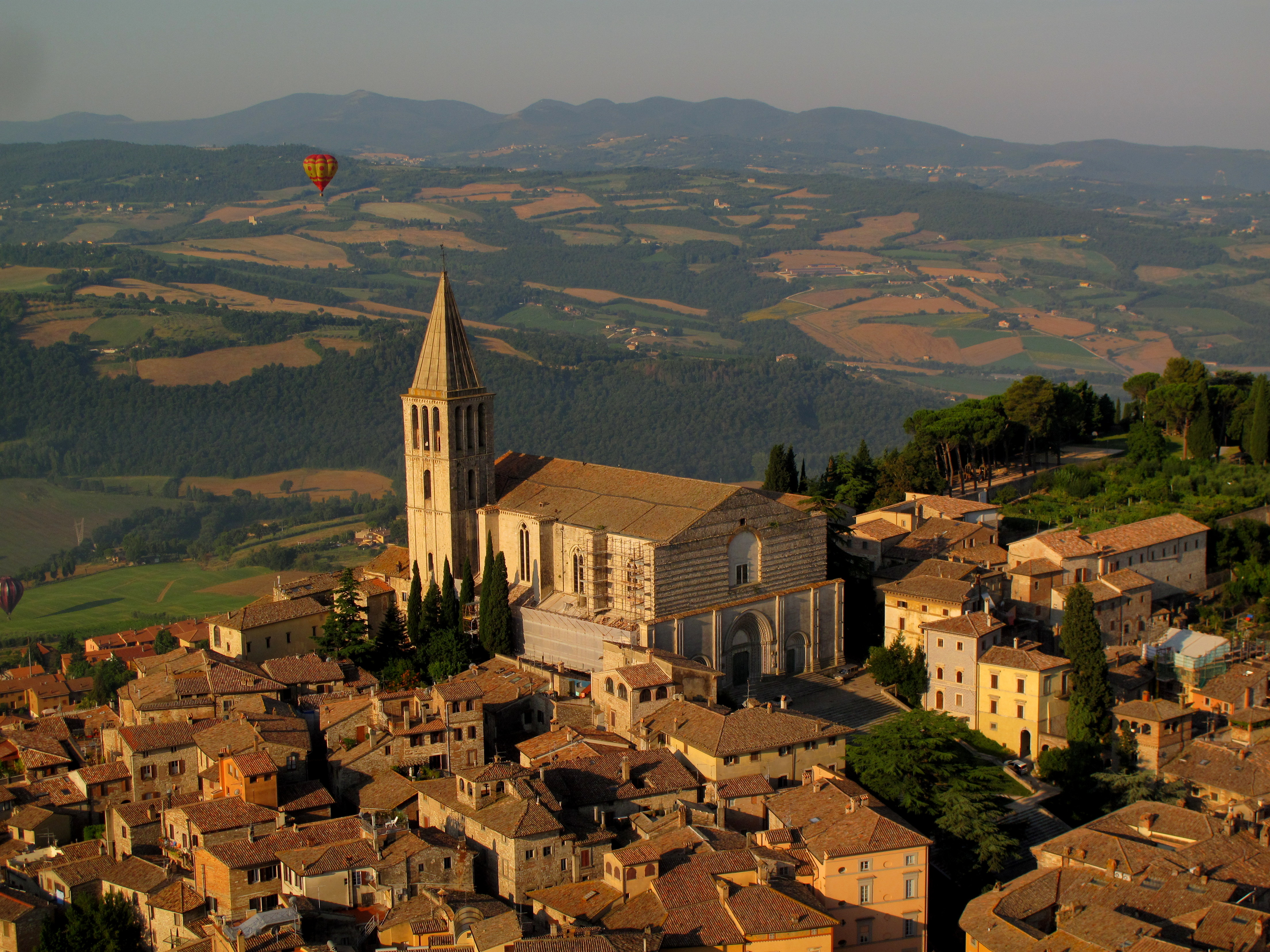
Die Fortunatuskirche in Todi aus der Luft

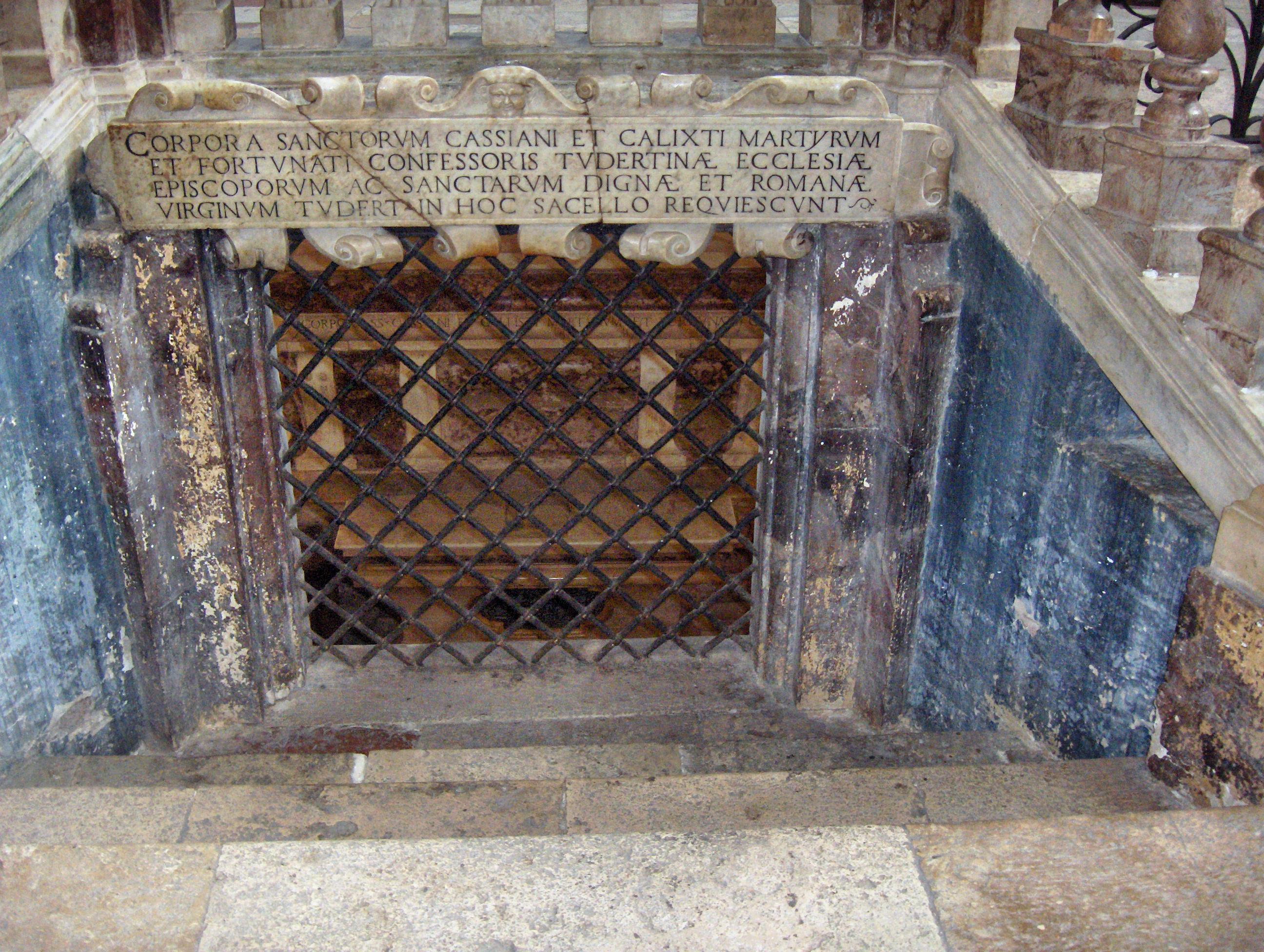
Reliquiar mit den Überresten der Heiligen Cassian, Calixtus und Fortunatus in der Krypta

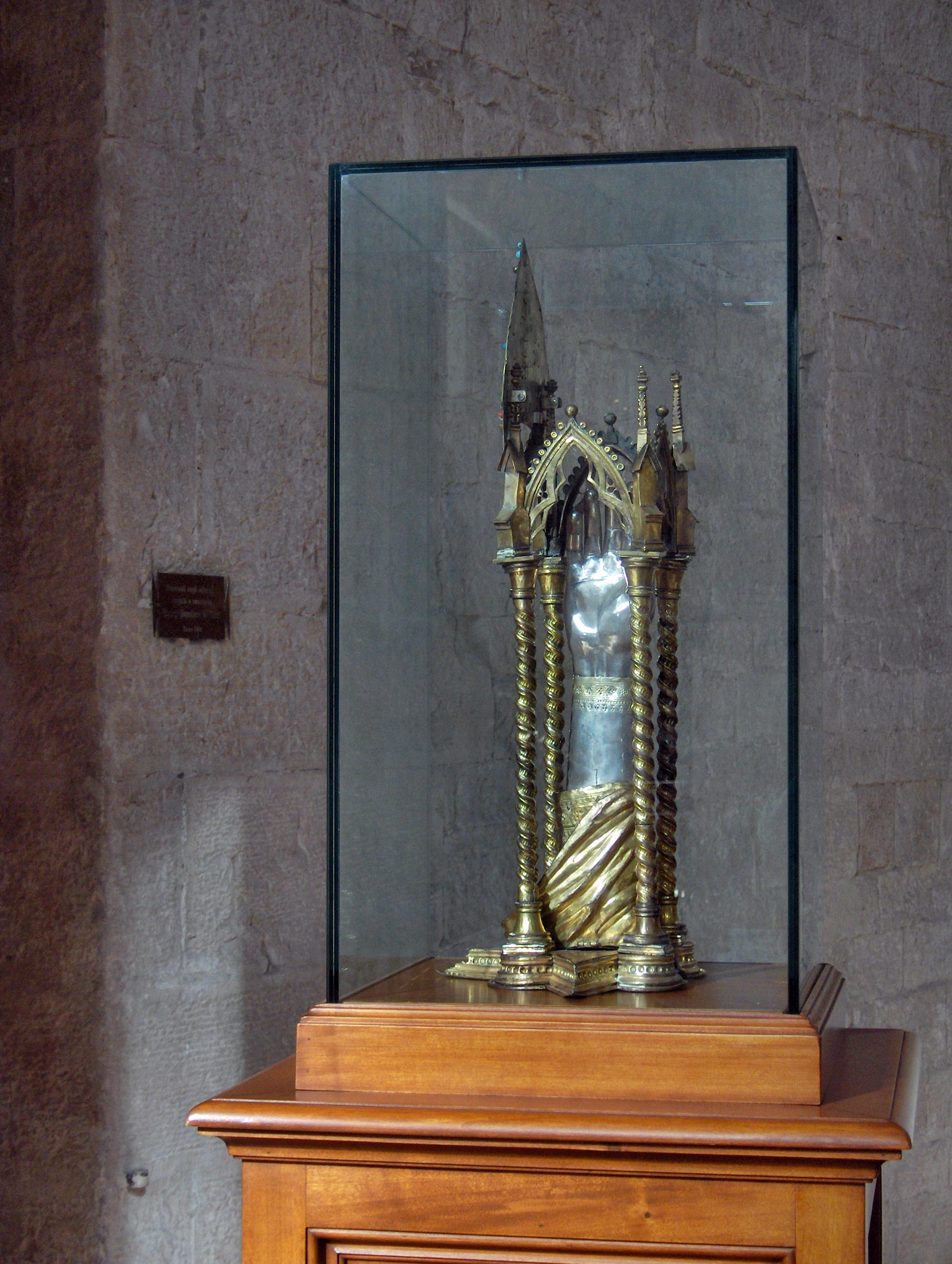
Armreliquiar von Cataluccio di Pietro, (1361–1419)

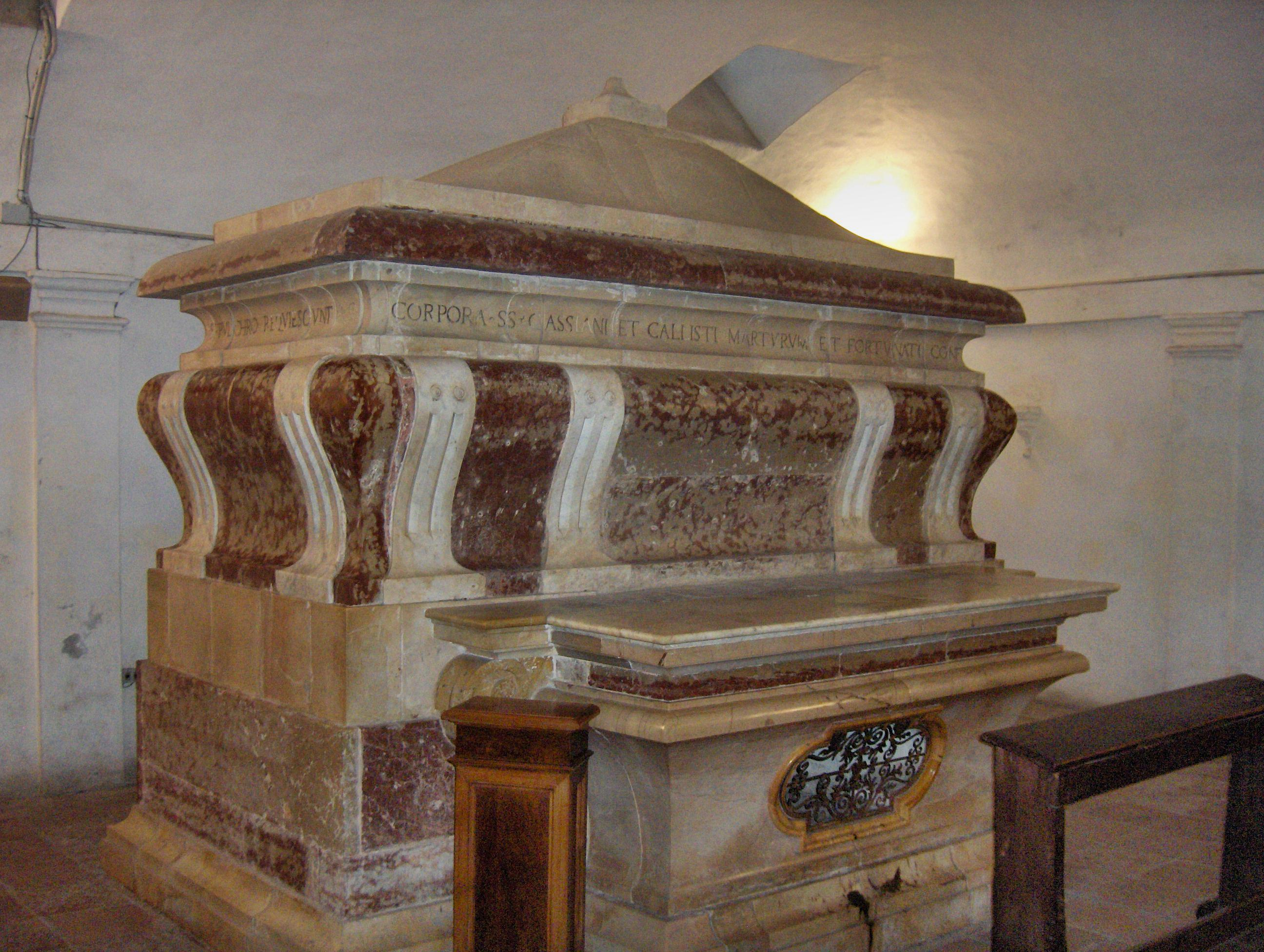
Sarkophag mit den Gebeinen der Heiligen Romana, Callixtus, Fortunato, Cassiano und Degna

Fortunatus von Todi († 537 in Todi) war nach der Tradition Bischof der Stadt in Umbrien. Er ist neben den Heiligen Callisto und den Schwestern Romana und Firmina der Stadtpatron Todis und wurde als Wunderheiler durch die Berichte Papst Gregors I. (590-604) bekannt, der noch Zeitgenossen des Fortunatus befragt haben will. 
So berichtet der Papst in seinen Dialogen, Fortunatus habe „eine immense Kraft und Gnade in Austreibung der bösen Geister“ besessen. Er habe „manchmal aus den Besessenen Legionen von Dämonen“ ausgetrieben und „durch ununterbrochenen Gebetseifer ganze Scharen derselben, wenn sie sich ihm widersetzten“, überwunden. Als eine Frau zur Kirchweih ging, ohne sich sexuell enthalten zu haben, wurde sie vom Teufel befallen. Ihre Verwandten versuchten sie durch Zauberer von ihm befreien zu lassen, doch dies scheiterte, so dass sie die Frau Fortunatus überantworteten, der sie durch tagelanges Beten befreite. Ein Mann, den Fortunatus vor die Tür gesetzt hatte, bei dem es sich aber um den Teufel handelte, beklagte sich über diesen Mangel an Gastfreundschaft. Ein Paar mit ihrem Sohn nahm ihn nicht aus Gastfreundschaft auf, sondern aus Freude „an der üblen Nachrede gegen den Bischof“. Daher tötete der Teufel ihren Sohn. Der Vater wollte demnach nur, dass „es den Anschein habe, als handle er besser als der Bischof, da er einen bei sich auf genommen, den Fortunatus, der Mann des Herrn, fortgejagt hatte“. Einem anderen Mann gab Fortunatus das Augenlicht wieder, auch besänftigte er ein wütendes Pferd, heilte die Lepra, erweckte Tote zum Leben, wie einen ansonsten unbekannten Marcellinus. Als ein Gote zwei Kinder entführt hatte und dieser die Herausgabe verweigerte, stürzte er vom Pferd und brach sich die Hüfte, die wiederum durch Weihwasser geheilt wurde, wie Gregor berichtet, der behauptet, dies von einem Augenzeugen erfahren zu haben. 
Diese Anekdoten belegen, dass etwa die Gefangenenauslösung in Oberitalien ähnlich wie in Gallien zur bischöflichen caritas zählte. Auch belegen sie das Fortbestehen nichtchristlicher Zauberer, die vielfach um Hilfe angerufen wurden. Sie zeigen aber auch, dass nach Gregor nicht die äußerliche Handlung im Zentrum stehen dürfe, sondern die Intention, die dieser Handlung zugrunde liegt.
Fortunatus verkörpert einen der Heiligentypen der Epoche nach den Märtyrern der Zeit nach den Christenverfolgungen, ähnlich wie die Anachoreten, die durch ihren Lebenswandel über das Alltagsleben hinauswiesen. 
Der Bischof wurde meistens bärtig dargestellt und im Amtsornat, wie etwa durch Pietro Paolo Sensini (1555–1632). Die ihm geweihte Kirche San Fortunato in Todi ist ein Hauptwerk der italienischen Gotik aus dem 13./14. Jahrhundert. Der Vorgängerbau (San Cassiano) reichte bis ins 6. Jahrhundert zurück. In der Kirche befinden sich die Reliquien des Bischofs in einer Urne von Angelo Cesi aus dem Jahr 1596. 
Schon zu Gregors Zeiten rief man Fortunatus um Heilung an und berührte seine Reliquien. Sein Gedenktag wurde durch Usuardus Sangermaniensis auf den 14. Oktober festgelegt, der jedoch Fortunatus mit der heiligen Fortunata verwechselt haben soll, einer Märtyrerin im Palästina der Zeit Kaiser Diokletians.
Eine Reliquie liegt auch in der Barockkirche von Baar-Ebenhausen in Oberbayern.